# Aleksandra Urbańczyk
Aleksandra Urbańczyk (Łódź, 13 novembre 1987) è una nuotatrice polacca, detentrice di diversi record nazionali in svariate specialità.
All'inizio della sua carriera è stata allenata da Mariusz Wędrychowicz. Nel dicembre 2005 è passata sotto la guida di Mark Młynarczyk, entrando poi a far parte della squadra nazionale di Paweł Słominski. Dal settembre 2009 si allena con Bartosz Olejarczyk, con cui si è sposata nel 2011.
Ha vinto 8 medaglie agli Europei in vasca corta, fra cui spicca l'oro nei 100 m misti (1'00"75) nell'edizione di Vienna del 2004, e una medaglia ai mondiali in vasca corta, il bronzo nei 50 m dorso nell'edizione di Istanbul 2012.

## Palmarès
- Mondiali in vasca corta:

Istanbul 2012: bronzo nei 50 m dorso.
- Europei in vasca corta:

Vienna 2004: oro nei 100 m misti, argento nei 200 m misti.
Trieste 2005: argento nei 200 m misti.
Helsinki 2006: bronzo nei 200 m misti.
Debrecen 2007: argento nei 100 m misti.
Stettino 2011: bronzo nella 4x50 m misti.
Herning 2013: argento nei 50 m dorso.
Netanya 2015: argento nei 50 m dorso.